# Commanderie de Saint-Antoine d'Aumonières
La commanderie de Saint-Antoine d'Aumonières est une commanderie générale de l'ordre hospitalier de Saint-Antoine reprise par les Hospitaliers et située à Pierrecourt, en France.

## Localisation
La commanderie est située sur la commune de Pierrecourt, dans le département français de la Haute-Saône.

## Historique
L'édifice est inscrit au titre des monuments historiques en 1993.